# Michael Smith (Fußballspieler, 1988)
Michael Smith (* 4. September 1988 in Ballyclare, Nordirland) ist ein nordirischer Fußballspieler. Er besitzt neben der britischen auch die Staatsangehörigkeit von Kanada.

## Karriere

### Verein
Michael Smith wurde im März 1988 in Ballyclare etwa 20 km nördlich von Belfast geboren. Er begann seine Karriere in seiner Heimatstadt bei den Ballyclare Comrades. Im Jahr 2009 kam er zu Ballymena United aus der NIFL Premiership. Hier sammelte er erste Erfahrungen als Profi. Im Januar 2011 wechselte er nach England zu den Bristol Rovers. Im April 2013 wurde der Vertrag um zwei weitere Jahre verlängert, nachdem er bis zu diesem Zeitpunkt 39 Pflichtspiele für den Verein absolviert hatte. Ein Jahr später wechselte Smith vorzeitig den Verein, als Peterborough United eine Ablösesumme für ihn bezahlte. Im Juni 2017 wechselte der Abwehrspieler nach drei Jahren zu Heart of Midlothian in die Scottish Premiership. Nach dem Abstieg in der Saison 2019/20 gelang Smith mit dem Verein in der folgenden Spielzeit der direkte Wiederaufstieg. Sein Vertrag läuft bis 2022.

### Nationalmannschaft
Michael Smith wurde im März 2016 von Nationaltrainer Michael O’Neill in den Kader der Nordirischen Nationalmannschaft für die anstehenden Länderspiele gegen Slowenien und Wales berufen. Er gab sein Debüt im Freundschaftsspiel gegen Slowenien am 28. März 2016 in Belfast, als er in der Startelf stand. In der 71. Spielminute wurde er durch Conor McLaughlin ersetzt.